# Hepatomegalia
Hepatomegalia – termin medyczny oznaczający powiększenie wątroby.

## Fizjologia
W prawidłowych warunkach wątroba zajmuje prawy górny kwadrant jamy brzusznej powyżej łuku żebrowego oraz część nadbrzusza, sięgając 5–10 cm na lewo od linii środkowej ciała.

## Patofizjologia
Powiększenie wątroby może być spowodowane:
- wzrostem objętości łożyska naczyniowego i dróg żółciowych
- powiększeniem masy komórek wątrobowych
- wzrostem objętości tkanki śródmiąższowej
- rozrostem nowotworowym tkanek wątroby
- obecnością przerzutów nowotworowych
- obecnością torbieli lub ropni wątroby

## Przyczyny

### Uogólnione powiększenie wątroby
- zmiany zapalne:
  - ostre wirusowe zapalenie wątroby
  - przewlekłe zapalenie wątroby
  - marskości żółciowe
  - uogólnione choroby bakteryjne i wirusowe
- polekowe uszkodzenie wątroby
- zmiany zwyrodnieniowe:
  - stłuszczenie wątroby
  - skrobiawica
- zmiany zastoinowe w krążeniu:
  - przekrwienie bierne wątroby
  - zespół Budda-Chiariego
- zmiany zastoinowe w drogach żółciowych
- choroby układu siateczkowo-śródbłonkowego i krwiotwórczego
- genetyczne lub nabyte wady metaboliczne:
  - hemochromatoza
  - choroba Wilsona
- zwyrodnienie wielotorbielowate wątroby
- rozsiane nowotwory wątroby
- choroby spichrzeniowe

### Ograniczone powiększenie wątroby
- nowotwory złośliwe pierwotne i przerzutowe
- nowotwory łagodne
- torbiele
- ropnie